# Mempleks
Mempleks lub kompleks memów – pewna liczba memów współwystępujących ze sobą i replikujących się razem w trakcie transferu kulturowego.
Termin ten jest niejednoznaczny, gdyż trudno jest określić co jest pojedynczym memem, a co mempleksem. Ekspresją mempleksów są złożone socjotypy, np. stereotypy.